# Eugenia conchalensis
Eugenia conchalensis là một loài thực vật có hoa trong Họ Đào kim nương. Loài này được D.Legrand & Mattos D.Legrand & Mattos mô tả khoa học đầu tiên năm 2006.